# The Last Poets
The Last Poets è un gruppo di poeti e musicisti statunitense di colore nato dal movimento per i diritti civili delle persone di etnia afroamericana degli anni sessanta. Il nome del gruppo deriva da una poesia del rivoluzionario sudafricano Keorapetse Kgositsile, che riteneva di vivere l'ultimo periodo dell'umanità dove sarebbe stato possibile far poesia prima che le armi e la violenza prendessero il sopravvento nel mondo.
I Last Poets sono stati ampiamente citati come una delle prime influenze di quella che sarebbe diventata la musica hip-hop; il critico Jason Ankeny scrisse: «Con le loro invettive politiche, i ritmi tesi e la dedizione alla sensibilizzazione degli afro-americani, i Last Poets quasi da soli hanno posto le basi per la nascita dell'hip-hop». La rivista musicale NME affermò: «I seri portavoce del movimento come Gil Scott-Heron, Gary Byrd, e The Last Poets aprirono la strada per gli MC impegnati politicamente e socialmente di un decennio più tardi».

## Storia
La formazione originale dei Last Poets prese forma il 19 maggio 1968 (data del compleanno di Malcolm X), nel Marcus Garvey Park (ex Mount Morris Park) nel quartiere East Harlem di New York. I membri fondatori del gruppo furono Felipe Luciano, Gylan Kain, e David Nelson.
Nel 1969 registrarono la canzone Doriella Du Fontaine insieme a Jimi Hendrix (alla chitarra e al basso, sovrainciso successivamente) e Buddy Miles (alla batteria); è considerato il primo rap della storia della musica.
I Last Poets continuarono ad evolversi attraverso un gruppo di scrittori di Harlem conosciuti come "East Wind". Jalal Mansur Nuriddin, Umar Bin Hassan, e Abiodun Oyewole, insieme con il percussionista Nilaja Obabi, vengono generalmente considerati il fulcro dell'ensamble dal lato musicale, dato che appaiono sull'omonimo primo disco datato 1970, e continuarono a collaborare insieme nelle successive pubblicazioni. Luciano, Kain, e Nelson registreranno separatamente sotto il nome The Original Last Poets, guadagnandosi qualche riconoscimento come autori della colonna sonora del film del 1971 Right On! (altre fonti indicano il 1968 come data di produzione del film).
Avendo raggiunto la Top 10 statunitense grazie al successo dell'album di debutto, i Last Poets ebbero la possibilità di pubblicare il loro secondo disco, This Is Madness, senza la partecipazione di Abiodun Oyewole allora incarcerato, album che figurava tematiche politiche molto più forti ed estreme che portarono il gruppo ad essere messo sotto controllo da parte dei servizi segreti americani durante l'amministrazione Richard Nixon. Hassan lasciò il gruppo dopo This Is Madness per essere poi rimpiazzato da Suliaman El-Hadi (ora deceduto) in tempo per la registrazione di Chastisment (1972). L'album introdusse un tipo di sonorità che lo stesso gruppo chiamava "jazzoetry", un misto di musica jazz e poesia, che si lasciava alle spalle il tam-tam percussivo degli album precedenti in favore di strumentazioni jazz e funk ad accompagnare le liriche recitate. La musica in seguito si sviluppò in ambiente free-jazz con il momentaneo ritorno nel gruppo di Hassan per At Last del 1974.
Il resto degli anni settanta videro il declino della popolarità del gruppo. Negli anni ottanta e oltre, si ebbe un ritorno di fiamma nei confronti dei Last Poets, grazie ai riconoscimenti che la nascente scena hip hop tributava alla band, spesso definendoli i "padrini del rap" indicandoli come i principali ispiratori del movimento. Nuriddin ed El-Hadi lavorarono in diversi progetti utilizzando il nome Last Poets, collaborando con i Pop Group, e con il bassista e produttore Bill Laswell.
Suliaman El-Hadi è morto nell'ottobre 1995. Oyewole e Hassan hanno continuato a registrare separatamente, realizzando Holy Terror nel 1995 e Time Has Come nel 1997.
I testi delle loro composizioni contengono forti tematiche razziali. Nel brano Rain of Terror, il gruppo critica il governo statunitense e supporta il movimento delle Black Panthers.
Recentemente, i Last Poets hanno collaborato con il rapper Common e con il gruppo Black Market Militia (affiliato al Wu-Tang Clan).

## Formazione
The Original Last Poets
- Felipe Luciano
- Gylan Kain
- David Nelson

The Last Poets
- Abiodun Oyewole
- Alafia Pudim (alias Jalaluddin Mansur Nuriddin)
- Umar Bin Hassan
- Suliaman El-Hadi
- Nilaja Obabi

## Discografia

### Album
- The Last Poets (1970)

(Poeti: Abiodun Oyewole, Alafia Pudim (alias Jalaluddin Mansur Nuriddin), & Umar Bin Hassan)
- This Is Madness (1971)

(Poeti: Alafia Pudim (alias Jalaluddin Mansur Nuriddin) & Umar Bin Hassan)
- Chastisment (1973)

(Poeti: Alafia Pudim (alias Jalaluddin Mansur Nuriddin) & Suliaman El-Hadi)
- At Last (1974)

(Poeti: Jalaluddin Mansur Nuriddin, Suliaman El-Hadi, & Umar Bin Hassan)
- Delights of the Garden (1977)

(Poeti: Jalaluddin Mansur Nuriddin & Suliaman El-Hadi)
- Oh My People (1984)

(Poeti: Suliaman El-Hadi & Jalaluddin Mansur Nuriddin)
- Freedom Express (1988)

(Poeti: Suliaman El-Hadi & Jalaluddin Mansur Nuriddin)
- Retro Fit (1992)

(Poeti: Suliaman El-Hadi & Jalaluddin Mansur Nuriddin)
- Holy Terror (1993)

(Poeti: Abiodun Oyewole & Umar Bin Hassan)
- Scatterap / Home (1994)

(Poeti: Suliaman El-Hadi & Jalaluddin Mansur Nuriddin)
- Time Has Come (1997)

(Poeti: Abiodun Oyewole & Umar Bin Hassan)
- Understand What Black Is (2018)

### Collaborazioni
- Hip-Hop samit sharma Docktrine - The Official The Boondocks Mixtape (2006)
- Rhythms of the Diaspora Vol. 2 (2008)

(Poeti: Jalaluddin Mansur Nuriddin alias Jalal, Malik Al Nasir, Shaza, Ras Tesfa)
- The Corner - Common, Be (2005)
- Project Roach & You Can't Stop Us Now - Nas, Untitled (2008)
- Made In Amerikkka  - Reuniting The Last Poets  (2008)
- Poetic Justice (1993)

## Filmografia
- 1971 - Right On!: Poetry on Film (Original Last Poets). Diretto da Herbert Danska.
- 2008 - The Last Poets, made in Amerikkka (realizzazione: Claude Santiago. Francia, 2008. www.lahuit.com).